# مقبرة الإخوة (روستوف-نا-دونو)
مقبرة الإخوة (بالروسية: Братское кладбище) هي مقبرة تقع بمنطقة أوكتيابرسكي في مدينة روستوف-نا-دونو بروسيا.

## تاريخ
تضم المقبرة آثارا مخصصة لجنود فوج ميليشيا الشعب في روستوف-نا-دونو الذين توفوا في نوفمبر عام 1941، ونصب تذكاري تكريما لجنود فوج المفوضية الشعبية للشؤون الداخلية ال230 الذين توفوا أيضا في نوفمبر 1941 بينما كانوا يدافعون عن روستوف-نا-دونو من غزو القوات الألمانية.
تقع بالمقبرة كنيسة الصعود، التي بُنيت في عام 1913.

## الأشخاص المشهورون المدفونون في المقبرة
- بوريس دومينكو - قائد الجيش الأحمر
- ليونيد إبيرغ - مهندس معماري عمل في روستوف-نا-دونو
- ألكسندر بورشانينوف - ثوري ورجل دولة

## أعلام
- بوريس دومينكو
- ديمتري إيفانوفسكي